# Cling Cling
Cling Cling – dwudziesty piąty (drugi promujący piąty album zespołu) singiel japońskiego girlsbandu Perfume, którego wydanie w Japonii jest zaplanowane na 16 lipca 2014. Strona B Hold Your Hand miała swoją premierę w wersji cyfrowej 21 maja 2014.

## Lista utworów
1. Cling Cling
2. Hold Your Hand
3. DISPLAY
4. Ijiwaru na Hello (いじわるなハロー)
5. Cling Cling (Original Instrumental)
6. Hold Your Hand (Original Instrumental)
7. DISPLAY (Original Instrumental)
8. Ijiwaru na Hello (いじわるなハロー" (Original Instrumental)